# Marion Borras
Marion Borras (Pontcharra, 24 de novembro de 1997) é uma desportista francesa que compete no ciclismo nas modalidades de pista e rota.
Ganhou duas medalhas no Campeonato Europeu de Ciclismo em Pista de 2021, prata na prova de perseguição individual e bronze na corrida de madison. Participou nos Jogos Olímpicos de Verão de 2020, ocupando o sétimo lugar na prova de perseguição por equipas.

## Medalheiro internacional
| Campeonato Europeu | Campeonato Europeu | Campeonato Europeu | Campeonato Europeu     |
| Ano                | Lugar              | Medalha            | Competição             |
| ------------------ | ------------------ | ------------------ | ---------------------- |
| 2021               | Grenchen ( Suíça ) | Medalha de prata   | Perseguição individual |
| 2021               | Grenchen ( Suíça ) | Medalha de bronze  | Madison                |